# The Hindu
The Hindu ist die drittgrößte englischsprachige Tageszeitung Indiens (Stand 2017). Sie erscheint mit einer Auflage von etwa 1,4 Millionen verkauften Exemplaren in Chennai und wird in ganz Indien vertrieben. Die Zeitung wird – zusätzlich zum Hauptstandort Chennai – noch in 16 weiteren Standorten gedruckt, unter anderem in Bengaluru, Coimbatore, Hyderabad, Kochi, Madurai, Mangaluru, Noida, Thiruvananthapuram, Vijayawada und Visakhapatnam.
The Hindu wurde 1878 gegründet und erschien anfangs in einer Auflage von 80 Exemplaren als Wochenzeitung. Ab 1889 erschien die Zeitung dann täglich.
Seit 1995 gibt es eine Online-Ausgabe der Zeitung.